# ホイール マニアックス
『ホイール マニアックス』は、2007年にセガから発売されたシングルメダルゲーム。「クラブ マジェスティ」の6機種のうちの1つである。

## 基本ルール
SPINボタンを押すとホイールが回転し、止まった場所により配当またはボーナスゲームとなる。また、GO!に止まると、更に高倍率の内部ホイールに進む。最高配当は、メインゲームでは3rdホイールの500倍、ボーナスゲームではRISKY WHEELのRISKYの1000倍。ダブルアップゲームは存在しない。

## 2ndホイールのマス
CHANCE
5ゲームの間、GO!に止まる確率が3倍となる「ワイドチャンス」、5倍になる「スーパーワイドチャンス」に突入しやすくなる。
FREE SPIN
5ゲームの間、配当が1 - 10倍の特殊ホイールをメダルを消費せずに回せる。ホイールは2段となっており、1段目でGO!が出現すると2段目で何回追加されるか抽選する（3 - 50回） 。
BONUS
3種類のボーナスゲームの中から抽選で当選したものに挑戦できる。

### BONUSの種類
WHEEL OF WHEELS
まず、ホイールを6回回して1 - 6に入る倍率を決める。すべて決まったあと、ホイールをもう一度回して配当を決定する。3つのボーナスゲームの中で期待値は低い。
RISKY WHEEL
抽選で決められた回数（3 - 50回）を3つのホイール（ローリスクローリターンのSTEADY、ミドルリスクミドルリターンのNORMAL、ハイリスクハイリターンのRISKY）に好きに振り分ける。振り分けた回数だけそれぞれのホイールを回し、止まった配当の合計が配当となる。
BRING UP WHEEL
まず、ホイールを1回回す。次に、カードをめくって数字が出た場合はホイールの倍率がその倍率に変化し、ホイールが回る。SPINが出た場合は倍率は据え置きで、RESETが出た場合は倍率がリセットされてホイールが回る。ENDが出ると終了。
| スタブアイコン | サブスタブ | この項目は、まだ閲覧者の調べものの参照としては役立たない、コンピュータゲームに関連した書きかけの項目です。この項目を加筆・訂正などしてくださる協力者を求めています（P:コンピュータゲーム/PJ:コンピュータゲーム）。 |